# أهوبم (كوهباية)
أهوبم (بالفارسية: آهوبم) هي قرية تقع في إيران في قسم كوهبایة الريفي. يقدر عدد سكانها بـ 75 نسمة بحسب إحصاء 2016.